# دسینه
دسینه (به صربی: Desine) یک منطقهٔ مسکونی در صربستان است که در ولیکو گردیشت واقع شده‌است. دسینه ۷۱۷ نفر جمعیت دارد.